# RPP25
RPP25 (англ. Ribonuclease P and MRP subunit p25) – білок, який кодується однойменним геном, розташованим у людей на 15-й хромосомі. Довжина поліпептидного ланцюга білка становить 199 амінокислот, а молекулярна маса — 20 632.
| 10         |  | 20         |  | 30         |  | 40         |  | 50         |
| ---------- |  | ---------- |  | ---------- |  | ---------- |  | ---------- |
| MENFRKVRSE |  | EAPAGCGAEG |  | GGPGSGPFAD |  | LAPGAVHMRV |  | KEGSKIRNLM |
| AFATASMAQP |  | ATRAIVFSGC |  | GRATTKTVTC |  | AEILKRRLAG |  | LHQVTRLRYR |
| SVREVWQSLP |  | PGPTQGQTPG |  | EPAASLSVLK |  | NVPGLAILLS |  | KDALDPRQPG |
| YQPPNPHPGP |  | SSPPAAPASK |  | RSLGEPAAGE |  | GSAKRSQPEP |  | GVADEDQTA  |

A: Аланін

C: Цистеїн

D: Аспарагінова кислота

E: Глутамінова кислота

F: Фенілаланін

G: Гліцин

H: Гістидин

I: Ізолейцин

K: Лізин

L: Лейцин

M: Метіонін

N: Аспарагін

P: Пролін

Q: Глутамін

R: Аргінін

S: Серин

T: Треонін

V: Валін

W: Триптофан

Кодований геном білок за функціями належить до гідролаз, фосфопротеїнів. 
Задіяний у такому біологічному процесі, як процесинг тРНК. 
Білок має сайт для зв'язування з РНК. 
Локалізований у ядрі.